# Norge i olympiska vinterspelen 1998
Norge i olympiska vinterspelen 1998

## Medaljer

### Guld
- Alpin skidåkning
  - Herrarnas slalom: Hans Petter Buraas

- Skidskytte
  - Herrar 10 km: Ole Einar Bjørndalen
  - Herrarnas 20 km: Halvard Hanevold

- Längdåkning
  - Herrar 10 km: Bjørn Dæhlie
  - Herrarnas 15 km: Thomas Alsgaard
  - Herrarnas 50 km: Bjørn Dæhlie
  - Herrarnas 4x10 km stafett: Sture Sivertsen, Erling Jevne, Bjørn Dæhlie och Thomas Alsgaard

- Nordisk kombination
  - Herrarnas individuella: Bjarte Engen Vik
  - Herrarnas lagtävling

- Hastighetsåkning på skridskor
  - Herrarnas 1500 m: Ådne Søndrål

- Freestyle
  - Damernas puckelpist: Kari Traa

### Silver
- Alpin skidåkning
  - Herrarnas störtlopp: Lasse Kjus
  - Herrarnas kombination: Lasse Kjus
  - Herrarnas slalom: Ole Kristian Furuseth

- Skidskytte
  - Herrarnas 10 km: Frode Andresen
  - Herrarnas 4x10 km stafett

- Längdskidåkning
  - Herrarnas 15 km: Bjørn Dæhlie
  - Herrarnas 30 km: Erling Jevne
  - Damernas 4x7,5 km stafett: Bente Skari, Marit Mikkelsplass, Elin Nilsen och Anita Moen

- Freestyle
  - Herrarnas halfpipe: Daniel Franck
  - Damernas halfpipe: Stine Brun Kjeldaas

### Brons
- Freestyle
  - Damernas puckelpist: Kari Traa

- Längdskidåkning
  - Damernas 15 km: Anita Moen
  - Damernas 5 km: Bente Skari

- Curling
  - Herrar

- Skidskytte
  - Damer 4x7,5 km stafett